# Scheringa Museum voor Realisme
Het Scheringa Museum voor Realisme (voorheen Frisia Museum) was een Nederlands museum gevestigd in het dorp Spanbroek, Noord-Holland.
Eigenaar van de collectie was DS Art B.V., eigenaar van het museum en van de nieuwbouw was DSB Vastgoed B.V; beide zijn onderdeel van de failliete boedel van DSB Beheer B.V..
De collectie omvatte schilderijen en andere kunstobjecten in de stijl van het magisch realisme en het realisme. Op 17 november 2009 werd DS Art failliet verklaard.

## Geschiedenis
Het museum werd in februari 1997 geopend in de voormalige huishoudschool 'Lidwina' in Spanbroek om plaats te bieden aan de kunstverzameling van het echtpaar Dirk en Baukje Scheringa-De Vries. Op 2 juli 2005 veranderde de naam Frisia Museum in het Scheringa Museum voor Realisme.
Bij een gewapende overval op 1 mei 2009 werden Adolescence van Salvador Dalí en La Musicienne van Tamara de Lempicka gestolen. In juli 2016 werd bekend gemaakt dat de twee werken teruggevonden waren. Dit gebeurde door tussenkomst van kunstdetective Arthur Brand.

### Nieuwbouw Opmeer
Zomer 2004 kregen vier Nederlandse architecten opdracht om voor het museum een nieuw gebouw te ontwerpen. Het nieuwe gebouw moest meer ruimte bieden, zodat het museum de vaste en tijdelijke collecties goed tentoon kon stellen en tevens lezingen e.d. kon organiseren. De opdracht was een overzichtelijk, natuurlijk gebouw te ontwerpen dat een geheel zou vormen met de kunst en de tuin. De opdracht ging uiteindelijk naar Herman Zeinstra van 'Atelier Zeinstra van der Pol' uit Amsterdam. Het nieuwe museum werd gebouwd in het aangrenzende dorp Opmeer en zou begin 2010 worden opgeleverd. Zover kwam het echter niet door het faillissement van Scheringa's imperium. Na een lange periode van leegstand werd het pand op 22 september 2017 verkocht op een veiling voor bijna 950.000 euro.
Op 16 oktober 2009 werd de bouw van het nieuwe museumgebouw door de aannemer stilgelegd, omdat de opdrachtgever, DSB Stadion BV, niet meer aan zijn betalingsverplichtingen kon voldoen. Het gebouw was toen voor 80% voltooid. Op 21 oktober 2009 werd DSB Beheer failliet verklaard. In de nacht ervoor werd door de deurwaarder in opdracht van ABN AMRO beslag gelegd op de collectie, die als aanvullend onderpand diende voor een hypothecair krediet van 32 miljoen euro, die nodig was voor de nieuwbouw van het museum. 
Scheringa sprak de wens uit dat iemand bereid zou zijn de hele verzameling aan te kopen. Cultuurminister Ronald Plasterk verklaarde daarop niet te willen dat de collectie uiteen zou vallen of in delen verkocht zou worden, maar wilde geen rijksgeld beschikbaar stellen. Eind oktober 2009 sprak de voorzitter van de Vereniging Rembrandt, Martijn Sanders ook de hoop uit de collectie in haar geheel te behouden.
Op 17 november 2009 werd ook DS Art failliet verklaard, wat het einde van het museum betekende en het ontslag voor de zestien personeelsleden. In februari 2010 werd bekendgemaakt dat het gebouw in Opmeer niet verder zou worden afgebouwd. In 2021 werd het gebouw gekocht door een vastgoedontwikkelaar, die er een woon-zorgbestemming aan zal geven.

### Collectie deels overgenomen door Hans Melchers
In maart 2012 kocht Hans Melchers ongeveer duizend uitsluitend door Nederlanders gemaakte kunstwerken uit de vroegere collectie van Dirk Scheringa voor circa 16 miljoen. De collectie omvat werk van onder anderen Charley Toorop, Carel Willink, Wim Schuhmacher, Jan Mankes, Dick Ket en Pyke Koch, en was in onderpand bij de Nederlandse tak van Deutsche Bank. De collectie is vanaf voorjaar 2015 ondergebracht in Museum MORE dat gevestigd is in het (daartoe verbouwde en uitgebreide) voormalige gemeentehuis van het Gelderse Gorssel. De Carel Willink-collectie is ondergebracht in kasteel Ruurlo.